# Она (буква)

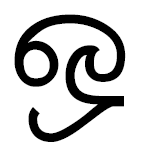

Она ( ஓனா ) или охарам ( ஒகரம் ) — десятая буква тамильского алфавита, обозначает  гласный «О» (огубленный гласный заднего ряда средне-верхнего подъёма), используется в начале слова, внутри слова передаётся с помощью двух, окружающих согласную букву, диакритических знаков оттраи комбу и араву: க் + ஒ =	கொ 	(икканна + она = кона).

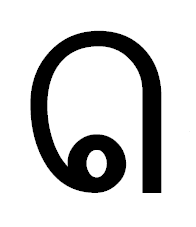
Оттраи комбу
Араву